# Port lotniczy Kaya
Port lotniczy Kaya – port lotniczy położony w Kaya, w Burkinie Faso.